# 庫庫泰尼鄉
47°16′N 26°56′E / 47.267°N 26.933°E
庫庫泰尼鄉（羅馬尼亞語：Comuna Cucuteni, Iași），是羅馬尼亞的鄉份，位於該國東北部，由雅西縣負責管轄，面積28平方公里，海拔高度228米，2007年人口1,353，人口密度每平方公里48人。